# Hydrophis vorisi
Hydrophis vorisi là một loài rắn trong họ Rắn hổ. Loài này được Kharin mô tả khoa học đầu tiên năm 1984.